# Garnotia
Garnotia Brongn. é um género botânico pertencente à família Poaceae, subfamília Panicoideae, tribo Arundinelleae.

## Sinônimos
- Berghausia Endl.
- Miquelia Arn. & Nees (SUH)